# Rocco Morabito (mafioso)
Rocco Morabito (Africo, 13 de outubro 1966) é um integrante do grupo mafioso 'Ndrangheta, conhecido como o "rei da cocaína em Milão". Além de ter sido um dos criminosos mais procurados da Itália desde 1994, chegou a ser o décimo mais procurado do mundo.
Foi acusado de associação mafiosa e trafico de armas, drogas e pessoas. Também é considerado o grande responsável pela logística do transporte de cocaína entre São Paulo e Milão, em parceria com o Primeiro Comando da Capital (PCC), desde 1990.
Esteve preso no Uruguai entre 2017 e 2019, quando fugiu do presídio central de Montevidéu com a ajuda de seguranças subornados pela máfia. Após dois anos foragido, foi encontrado em João Pessoa, no Brasil, e condenado a 30 anos de prisão. Em 2022, após decisão da Primeira Turma do STF, foi extraditado para a Itália.

## Trajetória na Máfia

Região da Calábria, na Itália, local de origem da 'Ndrangheta.

Rocco Morabito começou sua trajetória no crime em meados de 1988, ingressando na 'Ndrangheta a partir do clã Morabito, comandado por seu tio Giuseppe. Já em Milão, em parceria com seu tio Domênico Mollica, passou a ser reconhecido por banqueiros e investidores pela boa qualidade da cocaína que vendia, o que lhe rendeu a alcunha de "rei da cocaína".Também foi reconhecido por ser um traficante discreto, que cometia crimes silenciosos e sem derramamento de sangue. As estimativas são de que seus lucros com o narcotráfico nesta época giravam em torno de 3,5 milhões de euros ao mês.
Em 1992 foi alvo de investigações da Interpol que apuravam o envio de cocaína de Fortaleza, no Ceará, para a Itália. Naquela ocasião, mais de 90 pessoas que trabalhavam para ele foram presas e meia tonelada de cocaína foi apreendida.
Em 1994, a Operação Fortaleza descobriu que Morabito estava envolvido no tráfico de 600 quilogramas de cocaína do Brasil para a Itália. No mesmo ano, uma operação da polícia italiana revelou seu envolvimento na negociação de mais de uma tonelada de cocaína a ser vendida por cerca de 8 milhões de euros por traficantes colombianos.

### Fuga da Itália

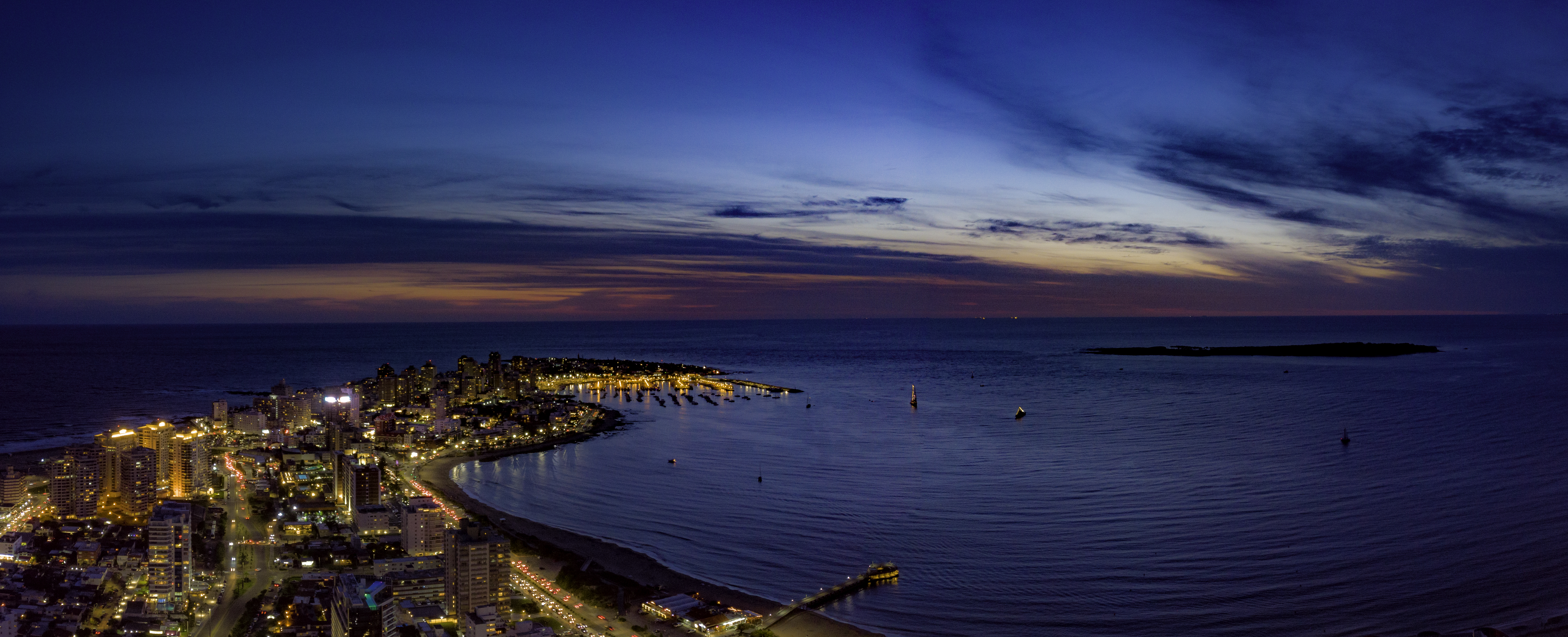
Imagem aérea de Punta del Este, cidade onde Morabito ficou foragido no Uruguai.

Em 1995 teve seu mandado de prisão internacional emitido pela polícia italiana. Foi nesta ocasião que decidiu fugir da Itália. Passou dois anos no Brasil, onde conseguiu um passaporte brasileiro falso e foi viver foragido no Uruguai . Entre 2002 e 2017 esteve escondido em Punta del Este sob a identidade falsa de Francisco Antonio Capeletto Souza, um empresário brasileiro no ramo do agronegócio.
Enquanto esteve foragido, teve mandados de prisão expedidos em 2008 e 2013 e sofreu condenações por cortes italianas em 1999, 2000, 2001 e 2005. A unificação das penas, que somavam 103 anos, resultou na condenação a 30 anos de prisão.

## Prisão no Uruguai

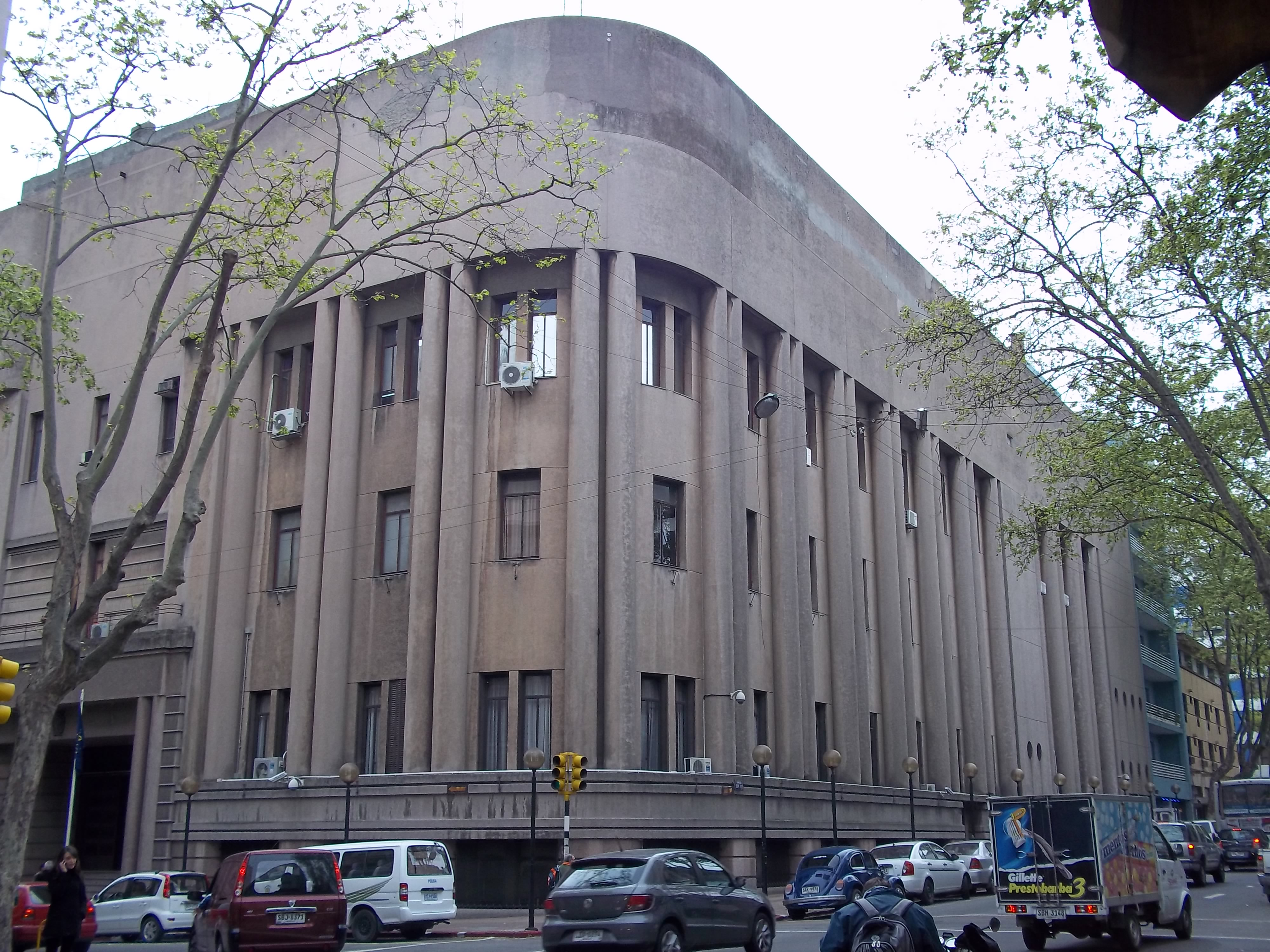
Presídio Central de Montevidéu, onde Morabito e esteve preso de 2017 a 2019, quando fugiu.

Morabito foi descoberto pela polícia uruguaia ao confundir suas identidades e escrever o sobrenome verdadeiro nos documentos da matrícula de sua filha na escola. Foi preso em setembro de 2017 em um hotel na capital Montevidéu, para onde havia se mudado por conta de uma briga com sua esposa. Com ele foram apreendidos uma Glock 9 milímetros; 13 celulares; 12 cartões de crédito; 150 fotografias de disfarces; dois carros; e mais de 50 mil dólares em espécie.
A justiça uruguaia aprovou sua extradição para a Itália em 2018. Em 2019, aguardava a extradição encarcerado quando conseguiu fugir pelo telhado do presídio central de Montevidéu com outros três detentos.

### Fuga do Presídio Central de Montevidéu
A fuga do presídio central de Montevidéu ocorreu à meia-noite do dia 13 de junho 2019 e foi caracterizada pela mídia como "cinematográfica". Na companhia de outros 3 detentos, Morabito fugiu por um buraco no telhado do presídio e utilizou uma corda para descer até a janela de uma casa vizinha, onde morava a aposentada Elida Ituarte.
Disfarçado de encanador para acessar a casa de Ituarte, Morabito a contou que havia fugido da prisão para visitar a sua filha, que estava doente. Os fugitivos ainda roubaram seu carro e os 88 dólares que ela tinha na carteira. Dos quatro, apenas Morabito não foi reencontrado.
A justiça uruguaia descobriu que a fuga foi facilitada por 15 policias de plantão no presídio naquela noite. Eles foram subornados por Ferdinando Sarago, membro da máfia calabresa, com 50 mil euros. Sarago foi preso um ano depois da fuga, na Argentina.

## Prisão no Brasil

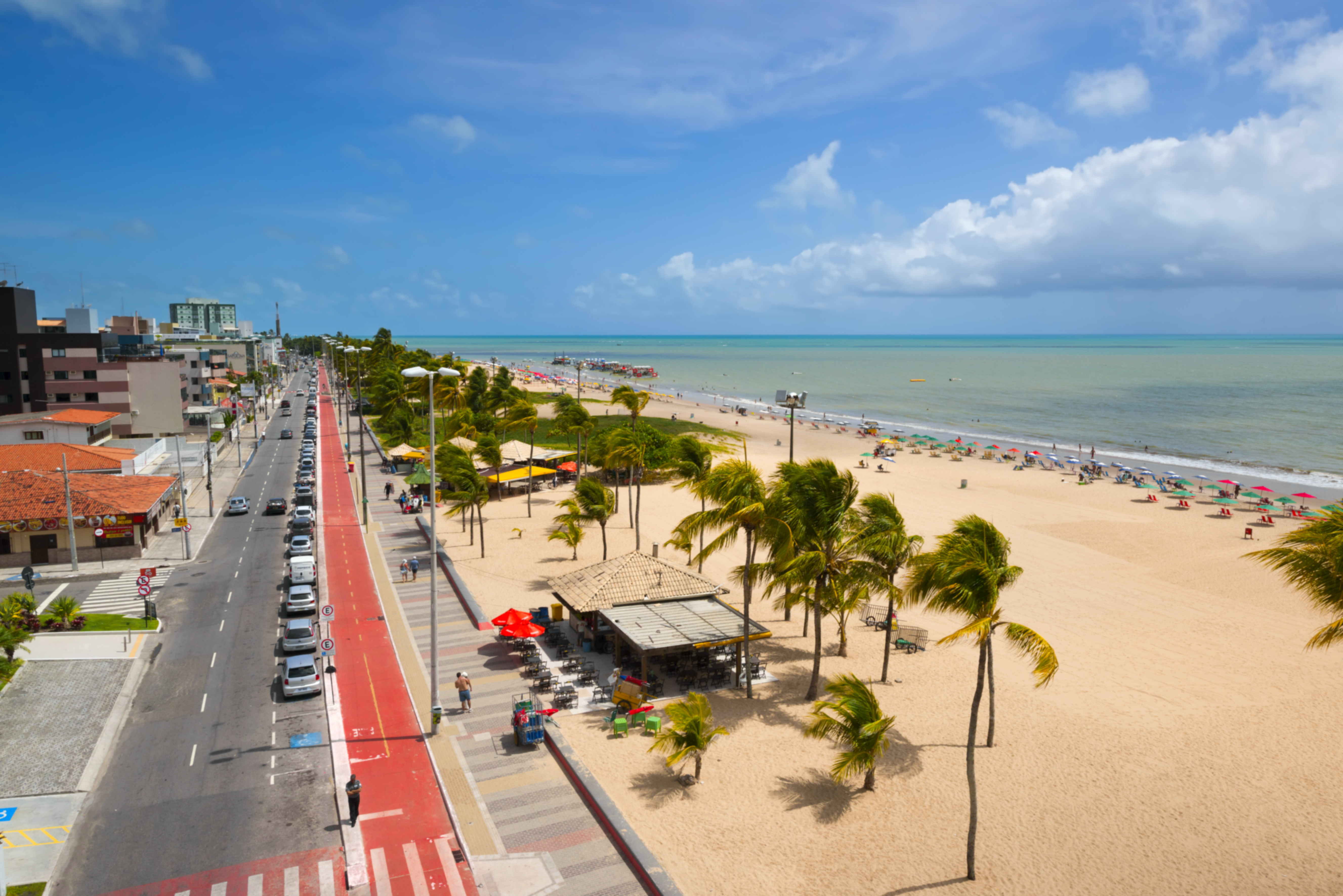
Imagem aérea da praia de Tambaú, em João Pessoa, onde Morabito foi preso pela Polícia Federal.

Morabito foi capturado pela Polícia Federal em 24 de maio de 2021, em um flat localizado na praia de Tambaú, João Pessoa. Seu paradeiro foi identidicado a partir de interceptações telefônicas. Acredita-se que, além de João Pessoa, ele também viveu em São Paulo,no Rio de Janeiro e em Santa Catarina.
De acordo com funcionários do flat Eco Summer, Morabito era bastante educado e reservado. Hospedado no hotel desde o dia 25 de abril, não tinha o costume de sair para fazer refeições, que costumava pedir pelo aplicativo de entregas iFood. Também não houve resistência à prisão

### Operação

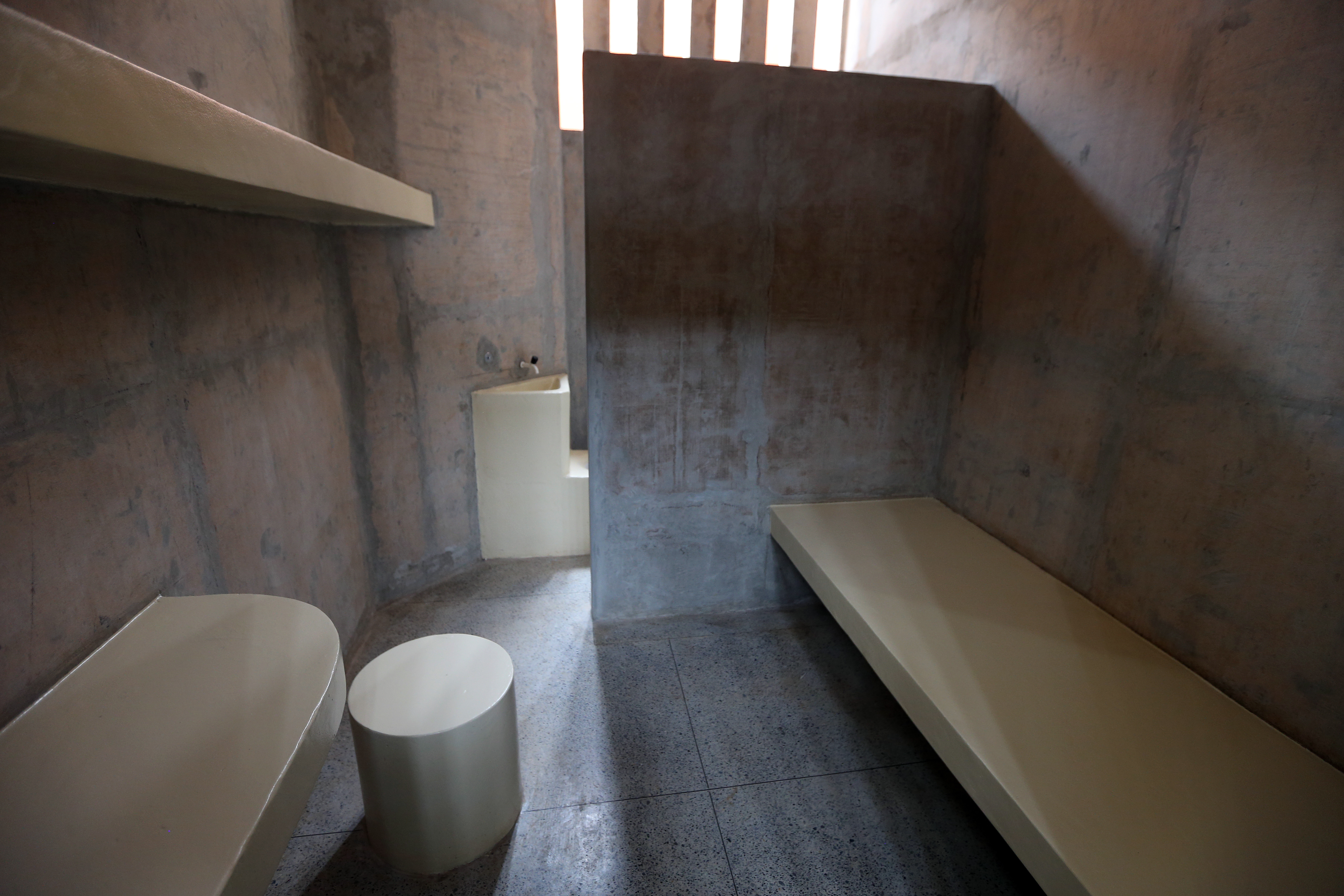
Cela da Penitenciária Federal de Brasília, onde Rocco Morabito esteve preso.

O processo que levou à prisão de Rocco Morabito no Brasil é resultado de uma série de ações judiciais. Primeiro, o STF decretou sua prisão preventiva no dia 29 de outubro de 2019. Não havendo efetividade nas buscas, no dia 27 de julho de 2020 foram dados mais 30 dias para o cumprimento do mandado, que no dia 10 de agosto recebeu 60 novos dias de prazo para efetivação.
A prisão ocorreu às 14h30min do dia 24 de maio de 2021. Ela foi resultado de um trabalho em conjunto entre a Polícia Federal, a Interpol, a Abin e a polícia italiana, a partir do mandado expedido pelo STF. Também é apontada a participação do FBI e do DEA.
Além de Morabito, o italiano Vicenzo Pasquino, considerado um dos pontos de referência do narcotráfico internacional na América Latina, foi preso por tráfico de drogas.
A decisão sobre o seu local de encarceramento passou pela avaliação da ministra do Supremo Tribunal Federal Cármen Lúcia, que ordenou a prisão em uma penitenciária federal. No dia 27 de maio foi determinada sua transferência para a Penitenciária Federal de Brasília.

### Defesa

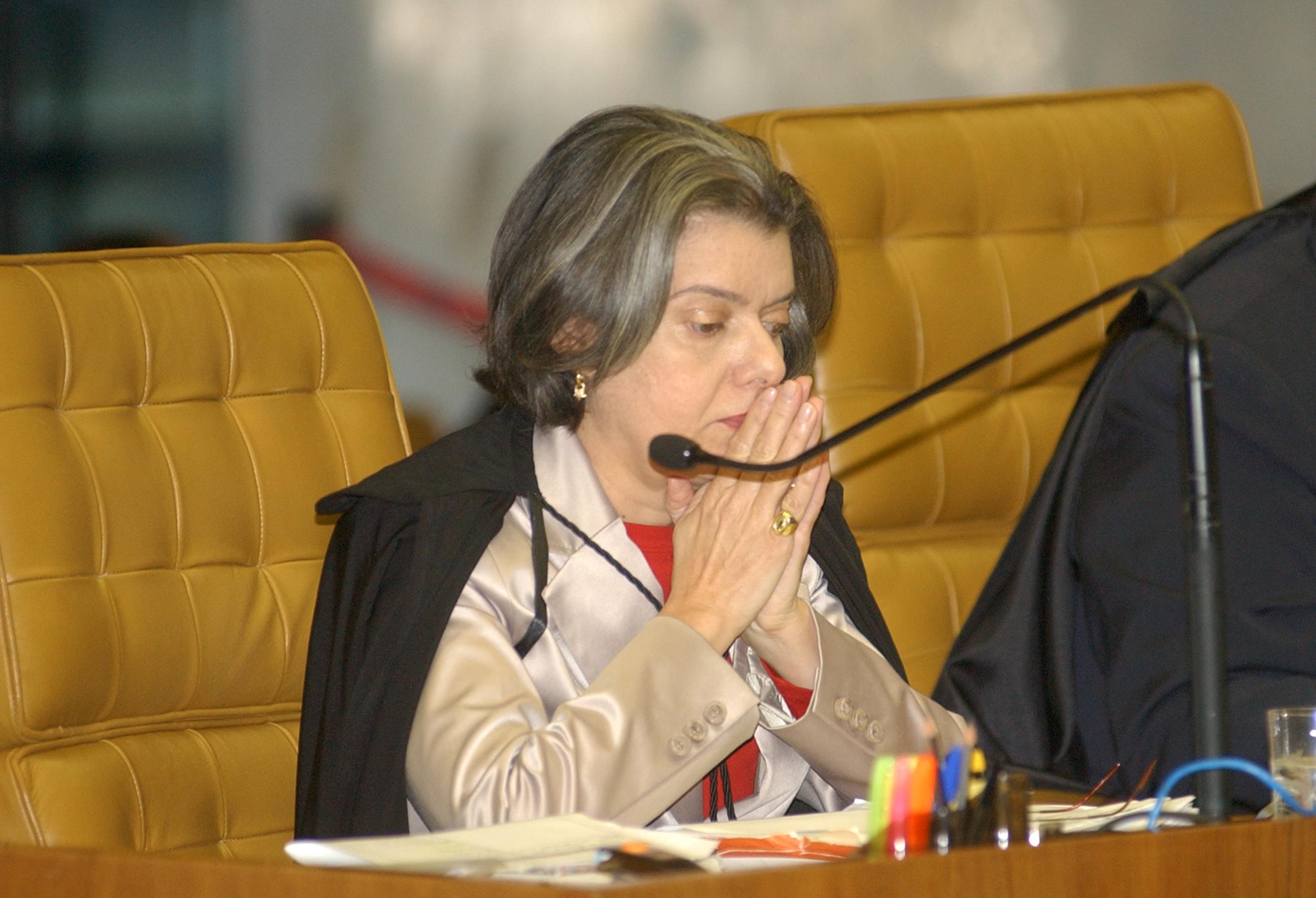
Cármem Lúcia, ministra do STF que ordenou a prisão de Rocco Morabito em penitenciária federal.

Seu advogado, Leonardo de Carvalho Silva, afirirmou que iria recorrer à ação judicial, uma vez que a condenação dizia respeito a um crime cometido há 29 anos e com o qual Morabito nunca mais teve qualquer tipo de relação. Silva também negou qualquer envolvimento de seu cliente com a máfia.
A defesa também protestou contra a decisão da ministra Cármen Lúcia de transferi-lo a uma unidade de segurança máxima. O pedido do advogado foi para que Morabito fosse transferido à ala de estrangeiros do Presídio da Papuda, argumentando que em outros casos notáveis de estrangeiros presos, como o traficante de drogas Carlos Abadia e o italiano Cesare Battisti, a espera da extradição ocorreu fora do Sistema Penitenciário Federal.
Houve ainda a tentativa de impedimento da extradição com o argumento de que Morabito havia coinstituído família no Brasil, tendo uma filha brasileira.O advogado também pediu que o processo tramitasse em segredo de justiça por conta da grande exposição do caso na mídia.

#### Rejeição
Em decisão tomada no dia 28 de maio 2021, Cármen Lúcia rejeitou os embargos apresentados pela defesa. De acordo com a relatora, os embargos da defesa de Morabito buscavam modificar o conteúdo que já havia sido julgado e não tinha cabimento no processo. Assim, a ministra do Supremo Tribunal Federal (STF) decidiu transferir Morabito definitivamente ao sistema penitenciário federal por até três anos, com a possibilidade de modificações no tempo. O pedido para que o processo tramitasse sigilosamente também foi negado pela ministra, cujo entendimento foi de que as alegações da defesa não haviam sido comprovadas.
O fato de Morabito ser um dos homens procurados do mundo, com influência em uma das maiores organizações criminosas da Itália, também pesou para a decisão da ministra. Esta questão, de acordo com ela, seria mais do que suficiente para embasar a decisão tomada.

### Repercussão

#### Na Itália

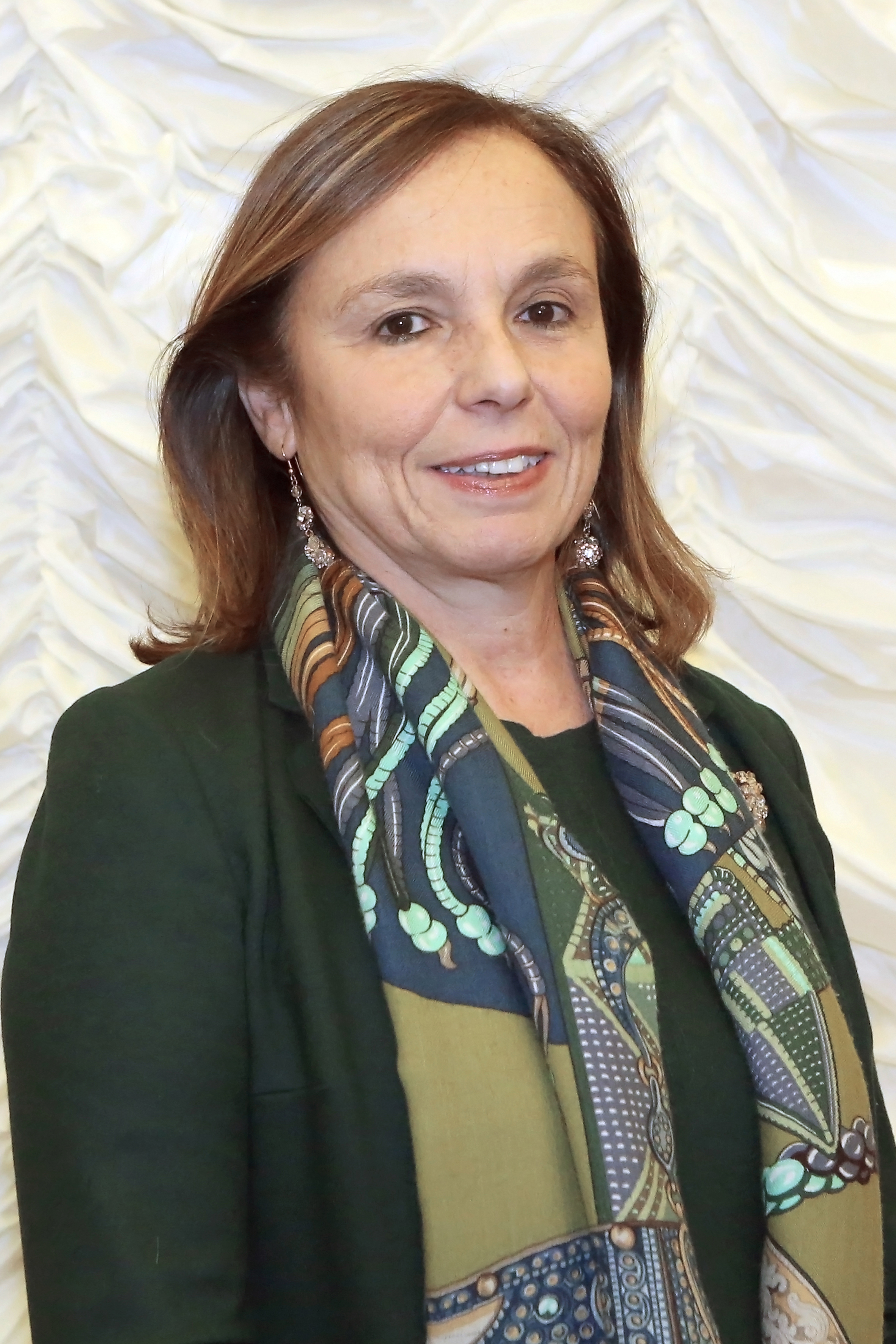
Luciana Lamorgese, Ministra do Interior na Itália.

Na Itália, a prisão foi comemorada por Luciana Lamorgese, Ministra do Interior. Lamorgese afirmou que a prisão de Morabito
| “ | É uma conquista extraordinária, que demonstra a capacidade da magistratura e dos organismos responsáveis pela aplicação da lei para combater de maneira eficaz o crime organizado e suas ramificações internacionais. | ” |

De acordo com Lorenzo Guerini, ministro da defesa da Itália, sua prisão
| “ | É um duro golpe para a 'Ndrangheta (máfia calabresa). A luta contra as máfias e a ilegalidade é uma prioridade. | ” |

Giovani Bombardieri, procurador chefe do setor antimáfia na Calábria, afirmou que sentiu-se recompensado por todos os seus anos de trabalho contra a máfia calabresa ao ver que a prisão de Rocco Morabito havia sido efetivada no Brasil. Em entrevista ao portal R7, Bombardieri afirmou
| “ | Toda a minha atividade que for para combater a ‘Ndrangheta, a organização que está no meu território, vale meu trabalho. | ” |

#### No Brasil
Sua captura foi considerada um alerta às autoridades brasileiras por estar relacionado com prisões de outros foragidos estrangeiros no Brasil, como Juan Carlos Abadia, Tommaso Buscetta e Ronald Biggs, e apontar para a presença da 'Ndrangueta em solo brasileiro. Em 2019, outros dois membros da máfia cabalbresa haviam sido presos na Praia Grande, em São Paulo.
Em entrevista à Revista Veja, Bruno Samezima, chefe da Interpol no Brasil, afirmou que um dos grandes perigos da presença da máfia calabresa no país é a sua forte ligação com o PCC, facção com a qual Morabito teria negociado o envio de drogas à Europa e à África.

## Pedido de Refúgio

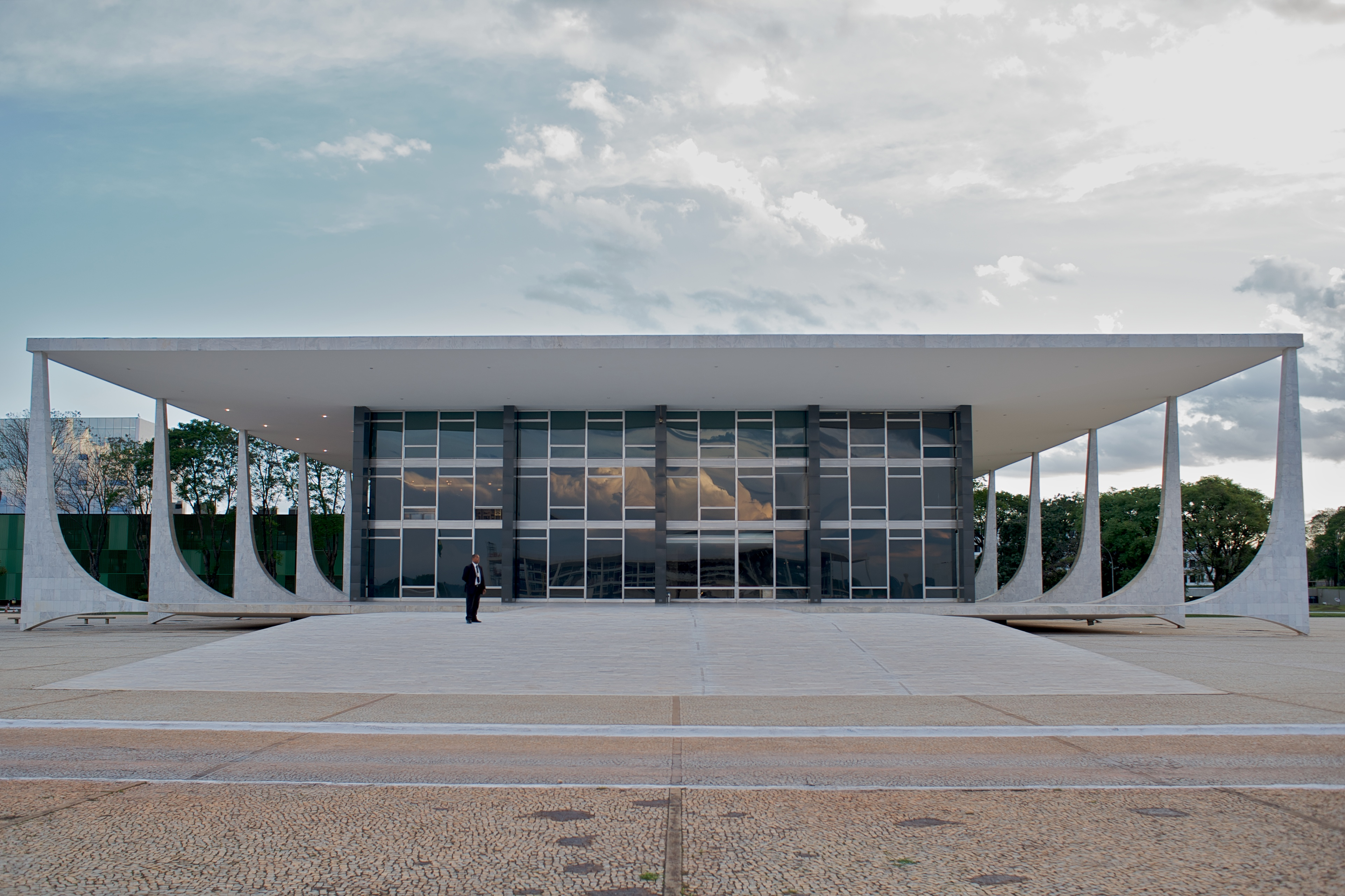
O Supremo Tribunal Federal, em Brasília

No dia 13 de agosto de 2021, a defesa de Morabito entrou com um pedido para que ele fosse reconhecido como refugiado no Brasil, junto ao Comitê Nacional para os Refugiados (CONARE). Feito o pedido de refúgio, a defesa solicitou a suspensão do pedido de extradição feito pela justiça italiana com base em uma decisão prévia na qual o STF determinou que "a solicitação de refúgio suspenderá, até decisão definitiva, qualquer processo de extradição pendente, em fase administrativa ou judicial, baseado nos fatos que fundamentaram a concessão do refúgio". De acordo com o documento emitido pelo advogado, o processo de extradição deveria ser suspenso até que o CONARE desse uma resposta formal ao pedido de refúgio no Brasil.

### Resposta do STF
No dia 16 de agosto, Cármem Lúcia tomou a decisão de manter Morabito sob custódia e, a pedido da Interpol, manteve seus bens apreendidos. A ministra também decidiu que tanto os bens quanto os documentos falsos utilizados por Morabito no período em que estava foragido deveriam permancer sob cuidados da polícia até que o processo de extradição estivesse finalizado.

## Extradição
No dia 8 de março de 2022, a Primeira Turma do STF concedeu ao governo da Itália o pedido de extradição. Acompanhando a relatora Cármem Lúcia, o julgamento da Primeira Turma foi que os requisitos para extradição estavam contemplados no caso por, entre outros motivos, as ações cometidas pelo condenado configurarem crime nas legislações brasileira e italiana.
A defesa ainda entrou com um pedido de recurso, que no dia 24 de maio de 2022 foi recusado por unanimidade pelos ministros Cármem Lúcia, Rosa Weber, Dias Toffoli, Luís Roberto Barroso e Alexandre de Moraes. A extradição foi executada pela Polícia Federal, em Brasília, no dia 5 de julho de 2022, levando Morabito de volta à Itália.

## Descobertas após a prisão

### Operação Diagrama de Venn
Em setembro de 2022, a Polícia Civil de São Paulo encontrou nomes de criminosos que mantinham negócios com a 'Ndrangueta. De acordo com as autoridades, eles tinham Morabito como principal contato com a máfia calabresa. Foram apreendidos dezoito carros, duas lanchas, cinco armas de fogo e 160 mil reais em espécie que estavam em posse dos indiciados, localizados principalmente na região metropolitana de Santos e no litoral sul de São Paulo.
Também em setembro de 2022, durante a terceira fase da operação intitulada Diagrama de Venn, a Policia Civil de São Paulo cumpriu mandados de busca e apreensão contra quatro integrantes do PCC e narcotraficantes sem filiação localizados no litoral sul do estado. Das 23 pessoas indiciadas atéo final da terceira fase da operação, 17 foram presas.

### Operação Eureka
No dia 03 de maio de 2023, a Europol divulgou que Morabito negociou cocaína em troca de armas de guerra com o PCC. De acordo com o Ministério Público italiano, a negociação envolvia um contêiner carregado com armamentos pertencentes a um grupo terrorista paquistanês. Esta descoberta ocorreu no âmbito da operação Eureka, uma cooperação entre as polícias de mais de 10 paízes para combater a ação da máfia calabresa.